# Unisław (Koejavië-Pommeren)
Unisław is een dorp in het Poolse woiwodschap Koejavië-Pommeren, in het district Chełmiński. De plaats maakt deel uit van de gemeente Unisław en telt 3490 inwoners.